# Liste der Naturdenkmäler in Aschaffenburg
Die Liste der Naturdenkmäler in Aschaffenburg nennt die auf dem Gebiet der Stadt Aschaffenburg gelegenen Naturdenkmäler. Naturdenkmale sind nach Artikel 9 des Bayerischen Naturschutzgesetzes Einzelschöpfungen der Natur, deren Erhaltung wegen ihrer hervorragenden Schönheit, Seltenheit oder Eigenart oder ihrer ökologischen, wissenschaftlichen, geschichtlichen, volks- oder heimatkundlichen Bedeutung im öffentlichen Interesse liegt. Der Erstversion dieser Liste liegt die Liste der Stadtverwaltung von 2014 zugrunde, der aktuellen Version jene von 2018 und 2019. Die Stadt stellt darüber hinaus die Winterlinden an den Sauerswiesen unter Schutz.
| Nr.  | ID       | Bezeichnung                                                                     | Lage | Jahr der Unterschutzstellung | Bild |
| ---- | -------- | ------------------------------------------------------------------------------- | --- | ---------------------------- | ---- |
| 1    | ND-06032 | Blutbuche                                                                       | auf dem Grundstück Fl.-Nr. 1049 – an der Lamprechtstraße/Ecke Dunzerstraße (Aschaffenburg) (Lage)                               | 1981                         |      |
| 2    | ND-06033 | Goldkiefer                                                                      | am Stengerts (Schweinheim) (Lage)                                                                                               | 1935/1995 (Überarbeitung)    |      |
| 3    | ND-06034 | Eßkastanienallee                                                                | unterhalb des Godelsberges (Aschaffenburg) (Lage)                                                                               | 1979/1999 (Erweiterung)      |      |
| 4    | ND-06035 | Baumbestand                                                                     | Auf dem Grundstück Fl.-Nr. 6497 an der Pestalozzistraße/Gabelsbergerstraße (Aschaffenburg) (Lage)                               | 1979/1999 (Überarbeitung)    |      |
| (5)  |          | zweiteilige Höhle, seit 1995 LB (siehe dort Nr. 5)                              | Gailbach (Lage) | 1938                         |      |
| 6    | ND-06036 | Stieleiche                                                                      | auf Grundstück Fl.-Nr. 585 – an der Mittelstraße (Damm) (Lage)                                                                  | 1979                         |      |
| (7)  |          | Felsmeer, seit 1996 LB                                                          | Grauberg/Stengerts (Schweinheim) (Lage)                                                                                         | 1938                         |      |
| 8    | ND-06037 | Speierlingsbaum                                                                 | am Godelsberg (Aschaffenburg) (Lage)                                                                                            | 1982                         |      |
| 9    | ND-06038 | Roßkastanienbestand                                                             | auf dem Grundstück Fl.-Nr. 381/1 – Leider (Leider) (Lage)                                                                       | 1979                         |      |
| (10) | ND-06039 | Blutbuche (Aufhebung der Verordnung aufgrund eines Sturmschadens im Febr. 2007) | auf dem Grundstück Fl.-Nr. 4307 am Krämersgrund (Aschaffenburg)                                                                 | 1982                         |      |
| 11   | ND-06040 | Sommerlinde                                                                     | im Anwesen Bohlenweg 54 – am Bohlenweg (Aschaffenburg) (Lage)                                                                   | 1984                         |      |
| 12   | ND-06041 | Pyramideneichen                                                                 | Am Bohlenweg/Ecke Kochstraße auf dem Grundstück Fl.-Nr. 4705 (Aschaffenburg) (Lage)                                             | 1984                         |      |
| (13) |          | Stieleiche (Fällung und Aufhebung der Verordnung 1998)                          | am Hechelsgraben – auf dem Grundstück Fl.-Nr. 4663 – an der Comeniusschule (Aschaffenburg)                                      | 1984                         |      |
| 14   | ND-06042 | Stieleichen                                                                     | an der Deutschen Straße (Aschaffenburg) (Lage)                                                                                  | 1992 / 2016 (Änderung)       |      |
| 15   | ND-05227 | Eiche                                                                           | an der Lohmühlstraße (Damm) (Lage)                                                                                              | 1996                         |      |
| 16   | ND-06078 | Eichengruppe                                                                    | an der Lamprechtstraße (Aschaffenburg) (Lage)                                                                                   | 2005                         |      |
| 17   | ND-07048 | Ulme                                                                            | am Floßhafen (Aschaffenburg) (Lage)                                                                                             | 2012                         |      |
| 18   | ND-07055 | Eiche                                                                           | an den Kleingärten Fasanerie (Deutsche Straße) (Lage)                                                                           | 2012                         |      |
| 19   | ND-07056 | Eiche                                                                           | an der Ecke Obernauer Straße/Fischerhohle (Lage)                                                                                | 2012                         |      |
| 20   | ND-07060 | Eiche                                                                           | gepflanzt als sog. Schlagetereiche Ende Mai 1933 an der Ecke Ludwigsallee/Bohlenweg und mit Sandsteineinfassung versehen (Lage) | 2012                         |      |
| 21   | ND-07061 | Zwei Eichen (von denen eine im April 2018 umstürzte)                            | am Kreuzpfad (Gailbach) (Lage)                                                                                                  | 2014                         |      |
| 22   | ND-07062 | Zwei Eichen                                                                     | Obernauer Straße (Lage) | 2014                         |      |
| 23   | ND-07063 | Rosskastanie                                                                    | Haidstraße (Lage) | 2014                         |      |
| 24   | ND-07064 | Blutbuche                                                                       | Pompejanumsviertel (Lage) | 2014                         |      |
| 25   | ND-07130 | Baumbestand                                                                     | am ehemaligen Offiziers-Casino, Berliner Allee (Lage)                                                                           | 2018                         |      |
| 26   | ND-07131 | Eichen                                                                          | zwischen Strütwiesen und Bahnlinie (Lage)                                                                                       | 2018                         |      |
| 27   | ND-07168 | Winterlinde                                                                     | in der Würzburger Straße (Lage)                                                                                                 | 2019                         |      |
| 28   | ND-07311 | Krim-Linde                                                                      | am alten Gailbacher Kirchplatz (Lage)                                                                                           | 2024                         |      |